# Mihálygerge
Mihálygerge là một thị trấn thuộc hạt Nógrád, Hungary. Thị trấn này có diện tích 11,06 km², dân số năm 2010 là 592 người, mật độ 54 người/km².